# Phrudocentra niveiceps
Phrudocentra niveiceps là một loài bướm đêm trong họ Geometridae.